# Osmia livida
Osmia livida är en biart som beskrevs av Borek Tkalcu 1978. Osmia livida ingår i släktet murarbin, och familjen buksamlarbin. Inga underarter finns listade i Catalogue of Life.